# Liste der Fluggesellschaften in Laos
Dieser Artikel listet die laotischen Fluggesellschaften.

## Erklärungen

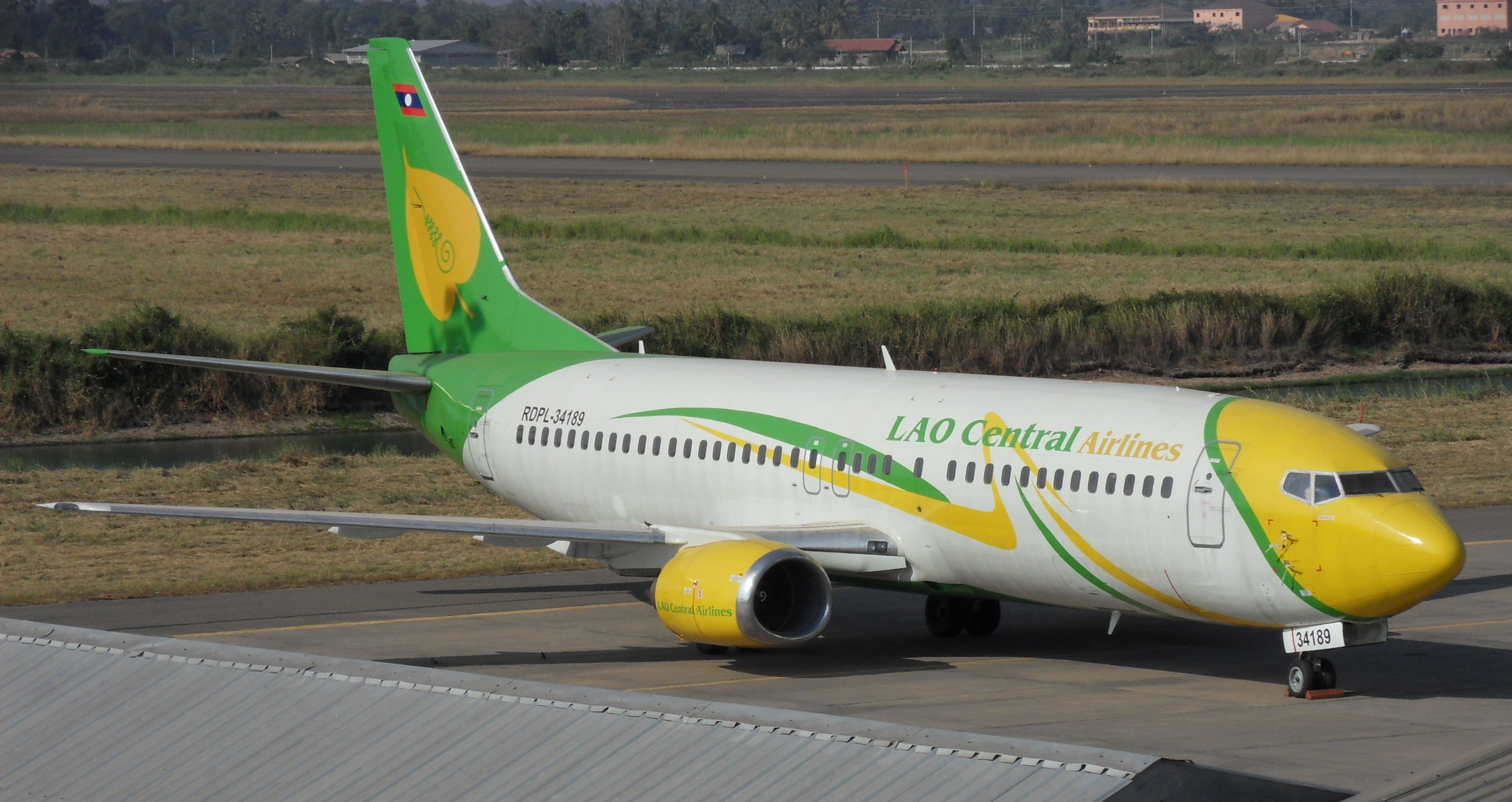
Boeing 737-400 der Lao Central Airlines

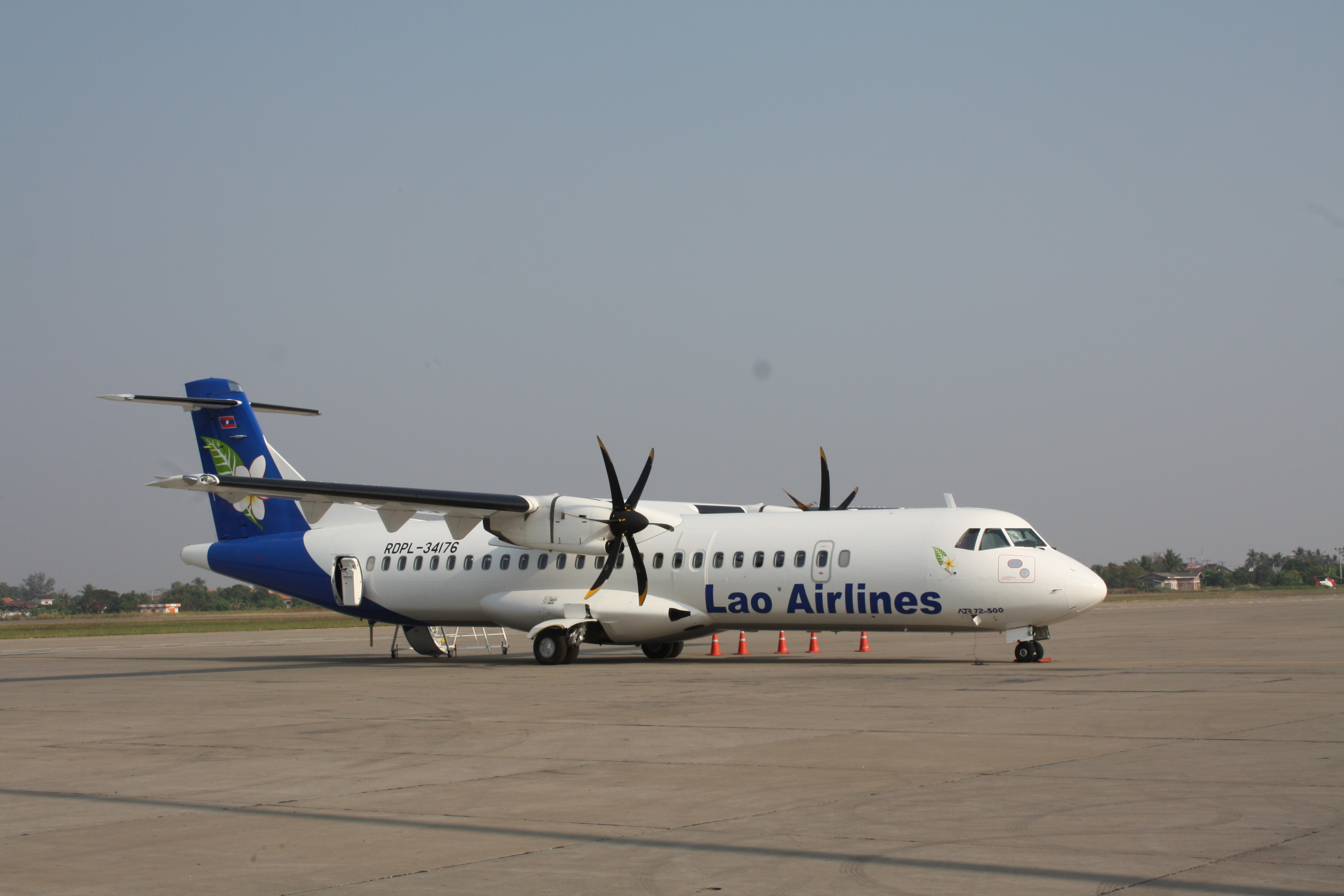
ATR 72 der Lao Airlines

- P: „normale“ Passagierfluggesellschaft mit Linienflügen
- B: Billigfluggesellschaft
- T: Transportfluggesellschaft
- R: führt Regierungsflüge durch
- C: Charterflüge
- A: Ambulance-Flüge
- I: ausschließlich Inlandsflüge

| Fluggesellschaft               | IATA | ICAO | Rufzeichen | Bemerkungen       |
| ------------------------------ | ---- | ---- | ---------- | ----------------- |
| Lanexang Airways International | 5A   | LXW  | Lanexang   | I, C              |
| Lao Air Lines                  | WL   | WL   |            | P, 1975 aufgelöst |
| Lao Airlines                   | QV   | LAO  | LAO        | P                 |
| Lao Central Airlines           | LF   | LKA  | NAKLAO     | P, 2014 aufgelöst |
| Lao Skyway                     | LK   | LLL  | LAVIE      | I, C              |
| Royal Air Lao                  | RY   | RY   |            | P, 1975 aufgelöst |